# Parafia Ewangelicko-Augsburska w Wodzisławiu Śląskim
Parafia Ewangelicko-Augsburska w Wodzisławiu Śląskim – ewangelicko-augsburska parafia w Wodzisławiu Śląskim, należąca do diecezji katowickiej. Mieści się przy ulicy księdza Pośpiecha. Użytkuje zabytkowy dawny pofranciszkański kościół pw. św. Trójcy przy ulicy Minorytów. W 2017 liczyła około 800 wiernych.
Parafia zawiązała się w 1776 na kolonii Marusze (niem. Dyhrngrund) dla osadników ewangelickich przybyłych w okolicę w procesie kolonizacji fryderycjańskiej. Wybudowano wówczas na Maruszach drewniany kościół, który już w 1805 był w złym stanie, a w 1818 roku został zamknięty i rozebrany. Rozpoczęto starania o budowę lub pozyskanie nowego kościoła. Ostatecznie udało się to w 1830, kiedy parafia ewangelicka otrzymała na swoje potrzeby zaniedbały kościół pofranciszkański w Wodzisławiu.
Od 1817 parafia przynależała do Ewangelickiego Kościoła Unii Staropruskiej. W okresie międzywojennym zaś do Ewangelickiego Kościoła Unijnego na polskim Górnym Śląsku.